# Mafalda Arnauth
Mafalda Arnauth (ur. 4 października 1974 w Lizbonie) – portugalska pieśniarka fado.
Studiowała weterynarię, nie planowała kariery muzycznej. Jako pieśniarka fado zadebiutowała w 1995 roku. Już jej debiutancki, wydany w 1999 roku album Mafalda Arnauth został wysoko oceniony i doceniony nominacją do nagrody Golden Globes oraz tytułu Emerging Talent Award nadanego przez pismo Blitz.

## Dyskografia
- Mafalda Arnauth (EMI, 1999)
- Esta voz que me atravessa (EMI, 2001)
- Encantamento (Narada, 2003)
- Diário (2005)
- Flor de Fado (Universal, 2008)
- Fadas (Universal, 2010)